# Calorguen
Calorguen är en kommun i departementet Côtes-d'Armor i regionen Bretagne i nordvästra Frankrike. Kommunen ligger i kantonen Dinan-Ouest som tillhör arrondissementet Dinan. År 2022 hade Calorguen 722 invånare.

## Befolkningsutveckling
Antalet invånare i kommunen Calorguen
Referens:INSEE